# Малагамба, Серджиу
Серджиу Малагамба (рум. Sergiu Malagamba, настоящее имя Саркис; 6 февраля 1913, Кишинёв — 15 апреля 1978, Бухарест) — румынский барабанщик, дирижёр и композитор лёгкой музыки.
Родился в семье армянского происхождения. Учился в кишинёвской частной консерватории «Unirea» («Единство», 1931—1933). С 1935 года играл на разных инструментах в эстрадном оркестре Николае Чиреша в Кишинёве, затем перебрался в Бухарест, где сперва играл на виолончели в эстрадном оркестре Макса Хальма, а затем в 1936—1939 гг. был барабанщиком оркестра Джо Рейнингера, с которым, помимо прочего, гастролировал в Египте и Судане. В 1939—1941 гг. возглавлял собственный оркестр лёгкой музыки, выступавший в бухарестских барах «Мелодия» и «Континенталь», в 1942 г. основал первый в Румынии оркестр симфонического джаза. Экстравагантный стиль одежды и причёсок Малагамбы пользовался огромной популярностью и породил молодёжную моду, приверженцев которой называли малагамбистами.
В 1942 году был арестован и обвинён в создании секты, представляющей угрозу государственной безопасности, пресса писала о недопустимости подобного дендизма в то время, когда румынские солдаты гибнут на Второй мировой войне. Арест Малагамбы вызвал демонстрацию протеста на бухарестском проспекте Победы. Находился в заключении в лагере в Тыргу-Жиу.
Вернулся к исполнительской карьере в 1945 году, дирижировал в оперетте, выступал как барабанщик в различных эстрадных оркестрах. В 1950 году прошёл формальный курс композиции в Бухарестской консерватории под руководством Альфреда Мендельсона. В 1950—1955 гг. ударник румынского Симфонического оркестра кинематографии. В 1955—1974 гг. дирижёр Театра имени Константина Тэнасе, в 1965—1967 гг. также преподавал ударные инструменты в Народной школе искусств. Гастролировал в Польше (1960, 1962, 1965), СССР (1965), Италии (1966) и других странах.
Малагамбе принадлежит ряд популярных песен своего времени и многочисленные джазовые аранжировки разных авторов, в диапазоне от Мануэля де Фальи до Дюка Эллингтона.
В 2018 году в Бухаресте было основано движение современных румынских денди «Новая Малагамба» (рум. Noua Malagamba).